# 창완취안

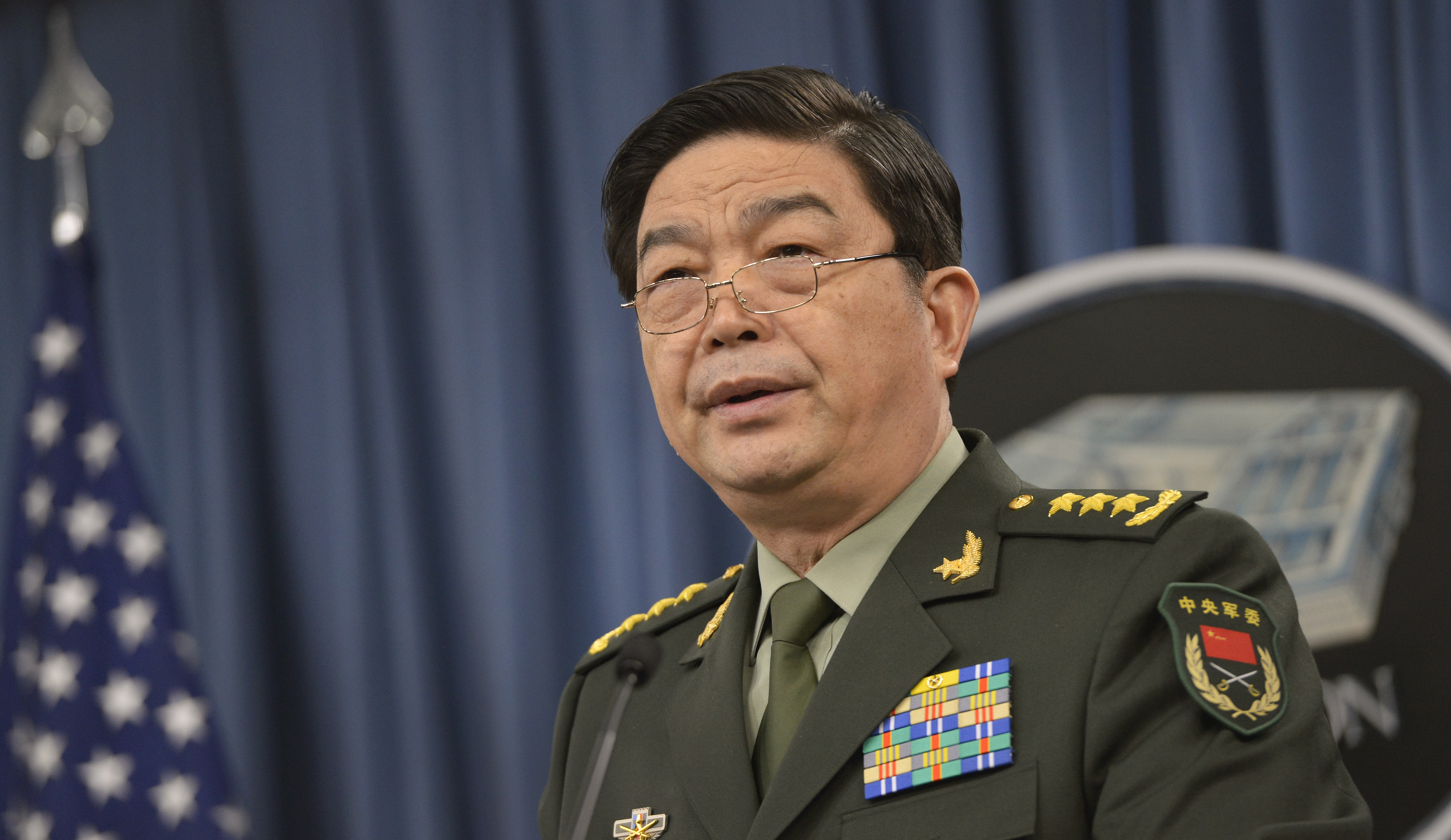

창완취안(常萬全,상만전, 1949년 1월 ~ )은 중화인민공화국의 군인, 정치가이다. 2013년 5월 1일 기준으로 국방부장 겸 국무위원. 계급은 상장.

## 생애
허난성 난양 시 출신. 1968년 3월 중국인민해방군 입대. 1968년 11월 중국공산당 입당. 1997년 소장. 2003년 중장. 2007년 상장. 2008년 3월16일 중화인민공화국 중앙군사위원에 선출됨. 2013년 3월 15일 중앙군사위원 재임. 2013년 3월 16일 국무위원 겸 국방부장.